# Maryja Papova
Maryja Oeladzimirana Papova (Wit-Russisch: Марыя Уладзіміраўна Папова) (Babroejsk, 13 juli 1994) is een Wit-Russisch professioneel basketbalspeler die uitkomt voor het nationale team van de Wit-Rusland.

## Carrière
Papova begon haar carrière in 2011 bij Olimpia Grodno. Met Olimpia werd ze één keer Landskampioen van Wit-Rusland in 2013. Ook won ze met Olimpia de Baltic League in 2013. In 2013 stapte ze over naar Belfius Namur in België. In 2014 keerde Papova terug naar Wit-Rusland om te gaan spelen voor Tsmoki-Minsk. Met Tsmoki werd ze één keer Landskampioen van Wit-Rusland in 2015. Ook won ze met Tsmoki de Baltic League in 2015. In 2015 stapte ze over naar Jenisej Krasnojarsk in Rusland. In 2016 ging Papova spelen voor Galatasaray in Turkije. In 2017 stapte ze over naar Botaş SK. In 2018 ging ze spelen voor Gorzów Wielkopolski in Polen. In 2019 verhuisde ze naar Arka Gdynia. In 2020 ging ze spelen voor UMMC Jekaterinenburg. Met UMMC werd ze vier keer Landskampioen van Rusland in 2021, 2023, 2024 en 2025. In 2021 won ze met UMMC de finale om de EuroLeague Women. Ze wonnen van Perfumerías Avenida uit Spanje met 78-68.
Met Wit-Rusland speelde Papova op de Olympische Zomerspelen in 2016. Ook speelde ze op het het wereldkampioenschap in 2014. Ook speelde ze op het Europees kampioenschap van 2013, 2015, 2017, 2019 en 2021.

## Erelijst
- Landskampioen Wit-Rusland: 2
  - Winnaar: 2013, 2015
  - Tweede: 2012
- Bekerwinnaar Wit-Rusland:
  - Runner-up: 2013, 2015
- Landskampioen Rusland: 4
  - Winnaar: 2021, 2023, 2024, 2025
  - Tweede: 2022
- Bekerwinnaar Rusland: 3
  - Winnaar: 2023, 2024, 2025
- EuroLeague Women: 1
  - Winnaar: 2021
- Baltic League: 2
  - Winnaar: 2013, 2015